# Ko Phra Thong
Tambon Ko Phra Thong (Thai: เกาะพระทอง, andere Schreibweise: Koh Pra Thong) ist eine Gemeinde (Tambon – Verwaltungseinheit) im Landkreis Amphoe Khura Buri der Provinz Phang Na in Südthailand.
Ko Phra Thong ist ebenfalls der Name einer Insel („Insel“ auf Thai: Ko) in der Andamanensee vor der Küste der südthailändischen Provinz Phang Na.
Die 88 km² große Insel gilt wegen ihrer Mangrovenwälder und ihrer Artenvielfalt (Schildkröten, Vögel, vom Aussterben bedrohte Orchideenarten) als Naturparadies. Sie ist Teil des Nationalparks Mu Ko Ra – Ko Phra Thong, der offiziell am 19. Juli 2001 eröffnet wurde.

## Tsunami-Katastrophe 2004
Ko Phra Thong wurde durch das Seebeben im Indischen Ozean 2004 stark verwüstet.
Es kam zu Unstimmigkeiten in der Verwendung der Katastrophenhilfe, da die von der Schweizer Direktion für Entwicklung und Zusammenarbeit errichtete Infrastruktur heute teilweise touristisch genutzt wird.